# Tân Tạo
Tân Tạo là một phường thuộc Thành phố Hồ Chí Minh, Việt Nam.

## Địa lý
Phường Tân Tạo nằm ở phía tây quận Bình Tân, có vị trí địa lý:
- Phía đông giáp phường Bình Trị Đông B
- Phía tây giáp huyện Bình Chánh
- Phía nam giáp phường Tân Tạo A
- Phía bắc giáp phường Bình Trị Đông A.

Phường có diện tích 5,06 km², dân số năm 2021 là 76.343 người,  mật độ dân số đạt 15.087 người/km².

## Lịch sử
Dưới thời Pháp thuộc, Tân Tạo là một làng thuộc tổng Long Hưng Thượng, quận Trung Quận (còn được gọi là quận Gò Đen), tỉnh Chợ Lớn.
Sau năm 1956, các làng được gọi là xã. Vào năm 1957, chính quyền Việt Nam Cộng hòa giải thể tỉnh Chợ Lớn và sáp nhập phần lớn quận Gò Đen cũ (gồm ba tổng Long Hưng Thượng, Long Hưng Trung và Tân Phong Hạ) vào tỉnh Gia Định để thành lập quận Bình Chánh, xã Tân Tạo thuộc quận Bình Chánh.
Sau năm 1975, Tân Tạo là một xã thuộc huyện Bình Chánh, Thành phố Hồ Chí Minh.
Ngày 12 tháng 9 năm 1981, Hội đồng Bộ trưởng ban hành Quyết định 67-HĐBT. Theo đó, sáp nhập 120 ha diện tích của xã An Lạc vừa giải thể vào xã Tân Tạo.
Ngày 5 tháng 11 năm 2003, Chính phủ ban hành Nghị định 130/2003/NĐ-CP. Theo đó:
- Thành lập quận Bình Tân trên cơ sở tách thị trấn An Lạc và 3 xã: Bình Hưng Hòa, Bình Trị Đông và Tân Tạo thuộc huyện Bình Chánh
- Giải thể xã Tân Tạo để thành lập 2 phường Tân Tạo và Tân Tạo A thuộc quận Bình Tân.

Sau khi thành lập, phường Tân Tạo có 566,17 ha diện tích tự nhiên và 25.050 người.